# ホオミドリアカオウロコインコ
ホオミドリウロコインコ（頬緑鱗鸚哥、学名：Pyrrhura molinae）は、オウム目インコ科ウロコメキシコインコ属に分類される鳥。
俗称でホオミドリアカオウロコインコとも呼ばれるが、正式名にアカオは付かない。

## 分布
- 南アメリカ（東部ボリビアの高地、西中央ブラジル、マトグロッソ）

## 形態
- 体長は約26cm、体重60～80g程度。
- 寿命は10年程度だが、正しく飼えば30年程生きるものもいるらしい。
- 名前の通り頬が緑色で喉元から腹にかけてウロコ模様がある。尾は赤い。
- 英名はGreen-cheeked Parakeet or Green-cheeked Conure
- コニュア（Conure）とは「円錐状の尾をした」という意味で、クサビオインコ属、ウロコメキシコ属、クロガミインコ属、イワインコ属などを総称してこう呼ぶことが多い。

## 飼育
手乗り
- 中型（60g以上300g未満）に分類される大きさながら、大型（300g以上）インコのような仕草が見られ、足で器用に掴んで食餌を摂る個体が多い。
- 陽気な性格でスキンシップを好み、飼い主によく懐くが、噛む力が強いため注意が必要。
- 輸入個体や国内繁殖個体が増え、2006年頃より飼い鳥として人気が出てきている。
- じゃれあいながらひっくり返る個体も多く、しばしば仰向けで眠る姿が見られる。

鳴き声・声真似
- 声量は体の大きさからすると比較的大きいため、近隣への注意が必要である。
- 同じコニュアであるクサビオインコ属から比べると比較的声は小さいと言われる。
- 短い単語を数語であれば覚えて喋る個体が多いが、明瞭とした発音で喋る個体は少ないと思われる。
- 口笛や扉の軋む音などの音は、人の声よりも覚える個体が多いと思われる。

噛む力
- 噛む力は強く、強めに噛まれると指などは容易に流血する。
- 齧り壊すおもちゃを好み、噛み癖のつきやすい個体も多い。
- いたずら好きで、部屋のあちこちを齧られる危険がある。

糞
- 小さい糞を多くするものが多いと思われる。
- トイレの場所を躾けることを出来る個体もいる。
- ケージ中では側面に貼りついたまま糞をすることも多い。
- 糞対策としてフライトスーツというハーネス装着も可能な鳥用オムツも存在する。幼い頃からフライトスーツに慣れていれば、装着に抵抗が少ない個体が多い。

餌
- 主食はシードと呼ばれる穀物類を主としたものと、ペレットと呼ばれる乾燥栄養食に大別される。
- 少なくとも栄養面ではペレットが優秀であり、欧米ではペレットが主流となっている。
- 野生では果実や花を齧ることもある。

## 性別判断
- オスの頭部はメスより大きいとされるが、個体差が大きいため外見からの性別判断は非常に困難。

## 色変わり・変色種

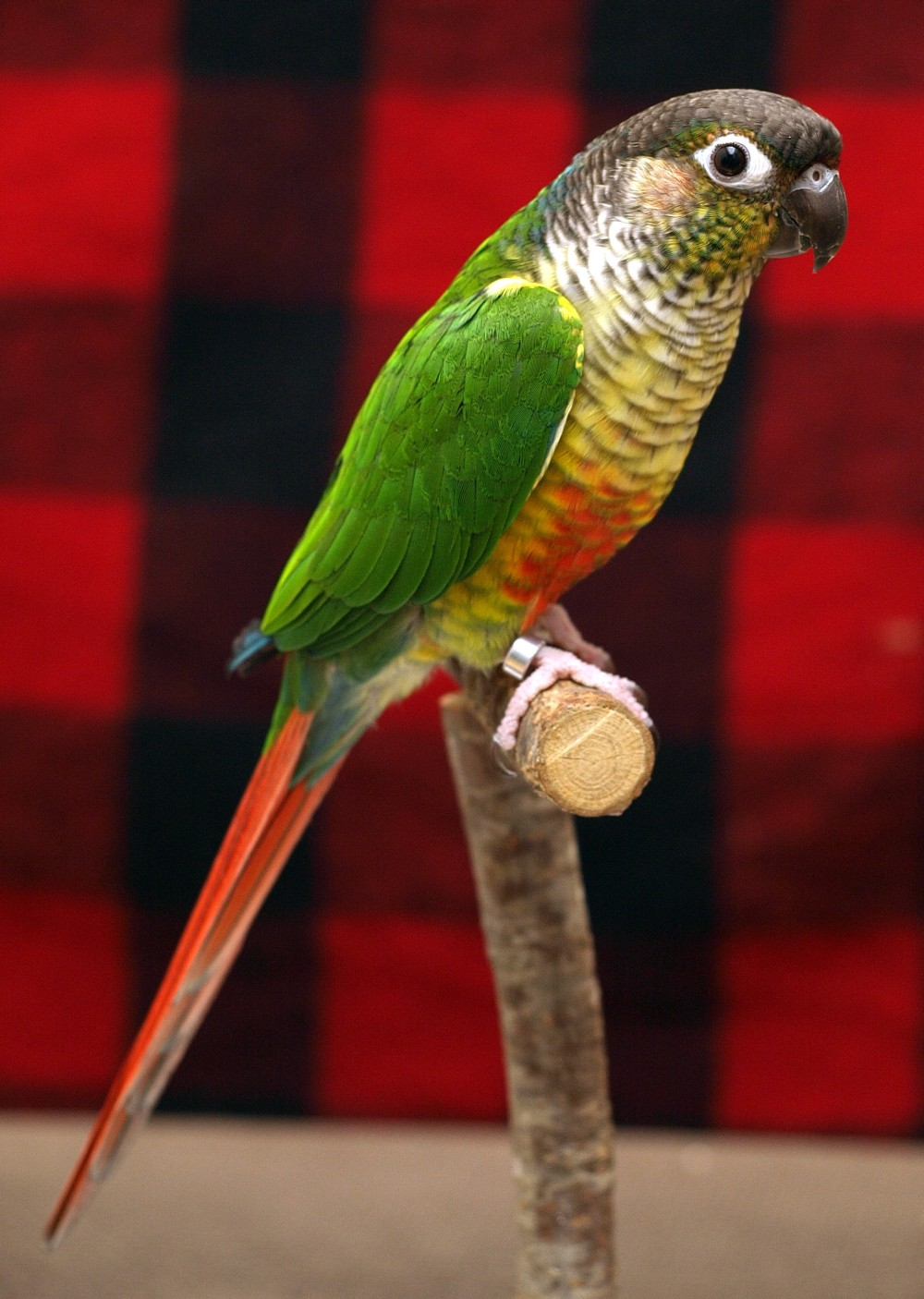
色変種：Yellow-Sided（俗称：ワキコガネイロウロコ）

- イエローサイデッド（俗称：ワキコガネイロウロコ，オパーリン）
- シナモン
- ターコイズ（俗称：ブルー）
- パイナップル（シナモンとオパーリンの組み合わせ）
- ブルーシナモン（シナモンとブルーの組み合わせ）
- ブルーオパーリン（オパーリンとブルーの組み合わせ）
- ブルーパイナップル（パイナップルとブルーの組み合わせ）

## 亜種
- アルゼンチンウロコインコ（Argentina Conure）
- ジョウビタキウロコインコ（Crimson-tailed Conure）
- ヨゴレウロコインコ (Sordid or Yellow-sided Conure)
- コロンビヤウロコインコ（Santa Cruz Conure）